# Relações entre Japão e Santa Sé
As relações entre Japão e Santa Sé foram estabelecidas informalmente em 1919, quando o governo japonês aceitou um pedido da Santa Sé para enviar um delegado apostólico ao seu país. Somente em 1942 o Japão iniciou relações diplomáticas plenas entre os dois estados, tornando o Japão o primeiro país asiático a fazê-lo, e somente em 1958 que a missão japonesa no Vaticano em Roma foi elevada a embaixada. A decisão foi tomada pelo Imperador Hirohito durante a Segunda Guerra Mundial, na esperança de que o Vaticano pudesse servir como mediador nas negociações entre o Japão e os Aliados .
Sua história é mais antiga do que isso, no entanto, remonta à chegada de Francisco Xavier na ilha de Kyushu em 1549 como um missionário. Uma delegação de quatro jovens enviados japoneses viajou com ele de volta à Europa e fez uma visita a vários líderes europeus, incluindo o Papa Gregório XIII. Eles foram recebidos com celebração e chamaram a atenção do Vaticano para o Japão. A expansão do Cristianismo no Japão continuou por várias décadas até que foi proibido no início do século 17, que permaneceu no local até ser levantado pelo Imperador Meiji em 1873 como parte de suas reformas. No entanto, o número de católicos no Japão sempre foi pequeno, representando menos de 0,5% da população.
Hoje, a Santa Sé e o Japão estão empenhados em uma estreita cooperação cultural. O primeiro mantém uma nunciatura apostólica (missão diplomática) em Tóquio, enquanto o último tem uma embaixada credenciada no Vaticano em Roma.

## História

### Primeiros contatos (1549-1873)

Representação japonesa de Francisco Xavier, século XVII.

Entre os primeiros missionários cristãos no Japão estava Francis Xavier, que chegou lá em agosto de 1549 e converteu cerca de setecentos japoneses na ilha de Kyushu ao catolicismo romano, incluindo um homem conhecido como Bernardo de Kagoshima, que se tornou o primeiro japonês a visitar a Europa. Sua missão foi um sucesso e em 1580 havia cerca de 100.000 cristãos no Japão, incluindo os daimyō (senhores feudais) Ōtomo Sōrin e Arima Harunobu. O missionário jesuíta Alessandro Valignano mais tarde visitou o país em 1579-1582 e convenceu Sōrin a enviar diplomatas japoneses para a Europa, inclusive para o Papa, em nome do daimyō convertido. Ele concordou e selecionou quatro adolescentes cristãos japoneses, que partiram do porto de Nagasaki a bordo de um navio mercante português em 20 de fevereiro de 1582. Eles finalmente chegaram a Portugal em 11 de agosto de 1584, depois fizeram uma viagem pelo continente, encontrando vários nobres e clérigos, incluindo o rei Filipe II da Espanha. Os jovens enviados japoneses foram recebidos em todas as cidades europeias com uma celebração, encontrando-se eventualmente com o Papa Gregório XIII ao chegarem a Roma. No entanto, Gregório morreu em abril de 1585, não muito depois de sua chegada, e eles compareceram à coroação do Papa Sisto V, que também os tratou bem. Esta delegação, que ficou conhecida como a embaixada Tenshō, foi a primeira missão diplomática do Japão na Europa.
Saíram do porto de Lisboa, onde chegaram pela primeira vez à Europa, em abril de 1586, após terem passado oito anos a viajar para o estrangeiro. A viagem pela Europa deixou um impacto significativo, chamando a atenção do continente para o país do Leste Asiático, especialmente o Vaticano. Da mesma forma, os quatro cristãos japoneses foram recebidos em seu retorno ao Japão por muitos interessados em aprender sobre a Europa, e se encontraram com o daimyō e o regente imperial Toyotomi Hideyoshi em março de 1591. Inicialmente, não puderam regressar devido a complicações relacionadas com o estatuto dos missionários cristãos no Japão, que permaneceram algum tempo em Macau. 
Em 1614, todos os missionários cristãos foram obrigados a deixar o Japão. Isso levou ao início da proibição do cristianismo no Japão por mais de dois séculos, durante os quais dezenas de milhares de cristãos japoneses foram executados.

### Retorno do Cristianismo ao Japão (1873-1919)
Somente em 1873, durante a era da ocidentalização no Japão, o imperador Meiji suspendeu a proibição do cristianismo, dando-lhe liberdade religiosa e permitindo a entrada de missionários no país. O Vaticano reconheceu as atividades clandestinas durante os últimos dois séculos e canonizou vários católicos executados como mártires, embora muito do trabalho missionário após o levantamento da proibição tenha sido feito por protestantes. No entanto, em 1906, o Papa Pio X autorizou a Companhia de Jesus a organizar o estabelecimento de uma universidade católica no Japão, e três jesuítas o fizeram em 1908, obtendo a aprovação oficial do Ministério da Educação japonês em 1913, criando assim a Universidade Sofia como a primeira do país Universidade católica. A discriminação contra os cristãos continuou no Japão, com muitas pessoas vendo isso como uma "religião estrangeira", e em 1907 havia apenas 140.000 cristãos no Japão (apenas 60.000 deles eram católicos).
A Santa Sé também começou a se aproximar do governo japonês durante esse período. Enviou o bispo americano William Henry O'Connell a Tóquio em 1905 como enviado especial para agradecer ao imperador Meiji pela proteção dos católicos da perseguição durante a Guerra Russo-Japonesa. O Japão respondeu enviando seu próprio enviado em 1907. Durante a Primeira Guerra Mundial, o Vaticano enviou seu delegado apostólico às Filipinas, Joseph Petrelli, para entregar uma saudação pessoal do pontífice ao Imperador do Japão.

### Início das relações diplomáticas (1919-1958)

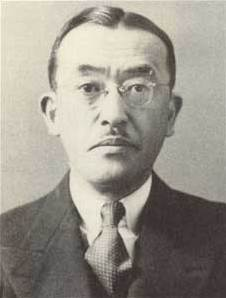
Ken Harada, o primeiro ministro especial do Japão junto à Santa Sé.

Em 1919, Pietro Fumasoni Biondi foi enviado como delegado apostólico da Igreja Católica Romana ao Japão, iniciando uma nova era nas relações entre aquele país e a Santa Sé.
Foi só em 1942 que as relações diplomáticas plenas entre os dois estados foram estabelecidas, tornando o Japão o primeiro país asiático a ter uma legação no Vaticano. O imperador Hirohito estabeleceu relações porque o Vaticano tinha autoridade moral significativa nos países ocidentais, reunia informações de todo o mundo e acreditava que poderia servir como mediador entre o Japão e os Aliados. Naquela época, na Segunda Guerra Mundial, o Japão tinha cerca de 20 milhões de cristãos vivendo em seu território (o maior grupo, 13 milhões, nas Filipinas ocupadas). Isso atraiu críticas contra a Santa Sé dos Estados Unidos e do Reino Unido, que alegou que a medida sugeria que o Vaticano aprovava as ações do Japão. Apesar dos protestos, o Vaticano foi em frente e estabeleceu relações plenas com o Japão, aceitando o diplomata Ken Harada, que antes trabalhava na embaixada japonesa em Vichy, França, como o primeiro embaixador do país junto à Santa Sé. Enquanto isso, o delegado apostólico do Vaticano no Japão, Paolo Marella, recebeu status diplomático total do governo japonês (embora permanecesse apenas um delegado, para não inflamar os budistas). No entanto, o Vaticano não cedeu às pressões do Japão e da Itália para reconhecer o governo Wang Jingwei, o estado fantoche do Japão na China ocupada. Isso foi satisfeito por um acordo informal com o Japão de que o delegado apostólico do pontífice em Pequim visitaria missionários católicos no território do regime de Wang Jingwei.  Em 1944, foi relatado que Harada deu ao Papa Pio XII indicações de que o Japão estava pronto para iniciar as negociações de paz, embora mais tarde a rádio de Tóquio tenha negado essas afirmações.
Em 1958, o governo japonês elevou a legação a embaixada, também por ordem do imperador Hirohito, e o papa Pio XII designou Maximilien de Furstenberg, delegado da Cidade do Vaticano em Tóquio, como o primeiro núncio apostólico no Japão.

### Relações atuais (1958-presente)
Nos tempos modernos, o Japão e a Santa Sé mantêm relações cordiais e estão empenhados na cooperação cultural. Apesar do pequeno número de cristãos no Japão, muitos japoneses têm simpatia pela fé e, de acordo com o embaixador Hidekazu Yamaguchi, o governo japonês reconhece "a contribuição que a Igreja Católica deu à educação e à saúde do povo japonês por meio de suas escolas e hospitais", bem como a ajuda humanitária que a Santa Sé prestou logo após o terremoto e tsunami de Tohoku em 2011. Ele acrescentou que o Japão e o Vaticano compartilham opiniões sobre muitas questões.

## Visitas de alto nível
Desde o estabelecimento das relações em 1942, várias visitas oficiais foram feitas por funcionários de ambos os países. Em 1993, o imperador Akihito visitou o Vaticano, o primeiro-ministro Shinzo Abe em 2014 e o príncipe Akishino em 2016. Em novembro de 2019, o Papa Francisco fez uma visita apostólica ao Japão.

### Livros
- DuBois, Thomas David (2016). Empire and the Meaning of Religion in Northeast Asia: Manchuria 1900-1945. [S.l.]: Cambridge University Press. ISBN 1107166403
- Pollard, John (2014). The Papacy in the Age of Totalitarianism, 1914-1958. [S.l.]: Oxford University Press. ISBN 0199208565
- Walker, Hugh Dyson (2012). East Asia: A New History. [S.l.]: AuthorHouse. ISBN 1477265163